# 이봉창 의사 선서문
이봉창 의사 선서문은 서울특별시 용산구 국립중앙박물관에 있는, 이봉창(李奉昌, 1900.8.10.~1932.10.10.) 의사가 일왕을 저격하고자 하는 결의를 기록한 국한문혼용의 선서문이다. 2019년 4월 8일 대한민국의 국가등록문화재 제745-1호로 지정되었다.

## 개요
『이봉창 의사 선서문』은 이봉창(李奉昌, 1900.8.10.~1932.10.10.) 의사가 일왕을 저격하고자 하는 결의를 기록한 국한문혼용의 선서문으로 이봉창 의사의 대표적인 항일투쟁 유물이다. 동 선서문은 1931년 12월 13일에 김구선생이 이봉창 의사를 안중근 의사의 아우인 안공근(安恭根)선생 집으로 데려가서 선서식을 거행하고 작성한 것으로 알려져 있다.
「이봉창 의사 선서문」은 의거의 전개과정과 항일독립 의지를 드러내고 있으며, 이봉창 의사의 유물이 거의 남아 있지 않다는 점에서도 문화재적 가치가 높다.

## 같이 보기
- 이봉창